# Zeitaufnahmegerät

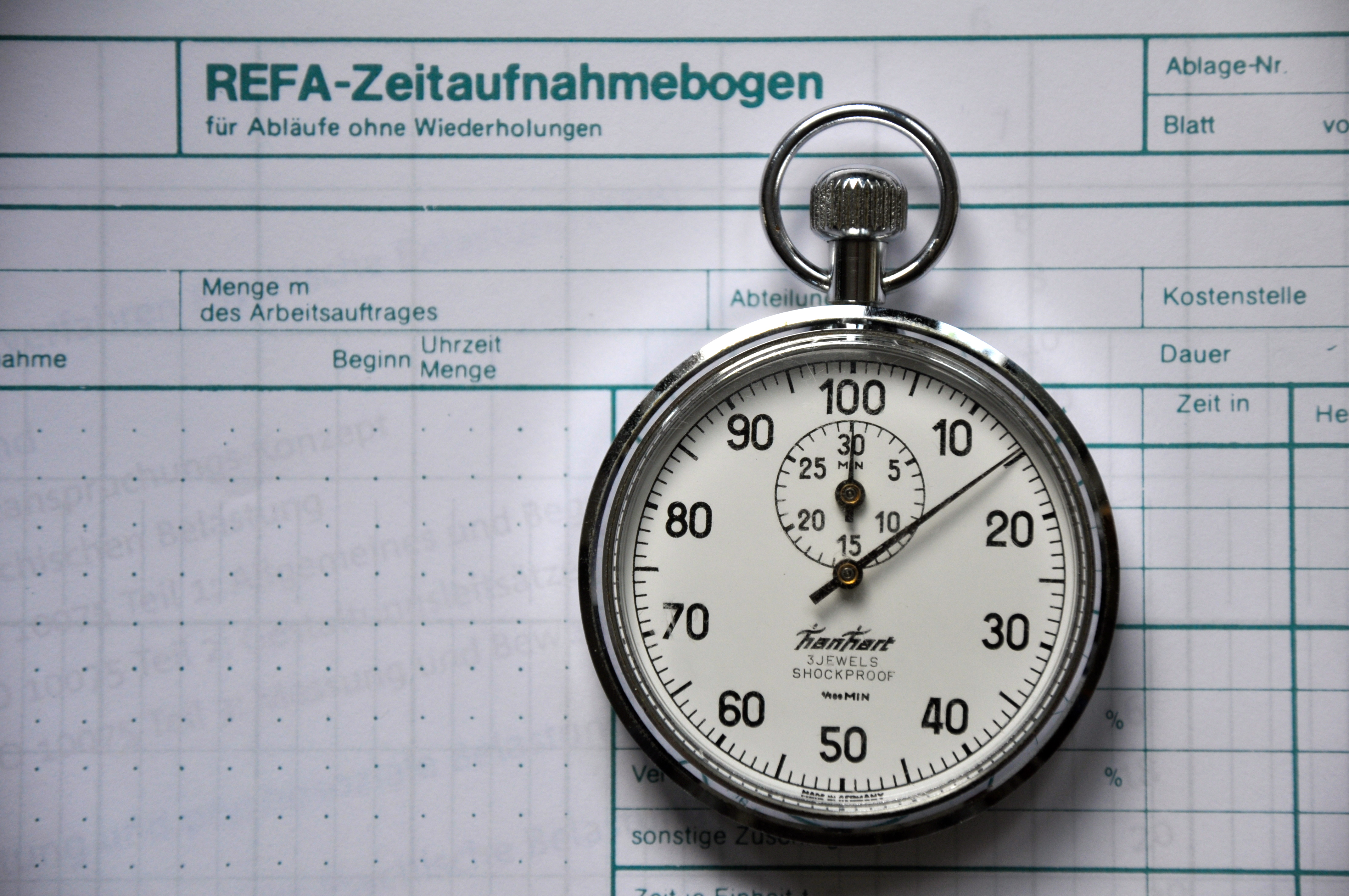
Traditionelle, mechanische „REFA-Stoppuhr“ in HM-Teilung vor Zeitaufnahmebogen

Bei Zeitaufnahmen im Arbeitsstudium des Industrial Engineering werden neben der traditionellen Stoppuhr in Verbindung mit einem Zeitaufnahmebogen in großem Umfang Geräte eingesetzt, welche die Aufnahmedaten selbst registrieren. Solche Geräte werden Zeitaufnahmegeräte, Zeitstudiengeräte oder Zeitaufnahmesysteme genannt. In Deutschland ist diese Unterscheidung der Zeitmessgeräte wichtig, da der Einsatz von Stoppuhr und Papier nicht mitbestimmungspflichtig ist, während es sich bei einem Zeitaufnahmegerät um eine technische Überwachungseinrichtung im Sinne von § 87 Abs. 1 Nr. 6 BetrVG handelt, dessen Einsatz der Mitbestimmungspflicht unterliegt.
Ein erstes Zeitaufnahmegerät wurde von Holger G. Thuesen an der Oklahoma Agricultural and Mechanical College entwickelt. Auf einem Papierstreifen wurde durch Betätigen eines Hebels die Zeit in tausendstel Minuten aufgezeichnet.

## Gliederung von Zeitmessgeräten
REFA unterscheidet Zeitmessgeräte danach, ob sie von einem Beobachter eingesetzt werden (Fremdaufschreibung) oder selbsttätig aufzeichnen (Selbstaufschreibung). In der ersten Kategorie finden wir neben der Stoppuhr:
- spezielle digitale Datenerfassungssysteme verschiedener Anbieter sowie
- Software, die auf transportablen Computern eingesetzt werden kann.

Als Fremdaufschreibung werden
- Bildspeichergeräte (Videokameras, automatische Fotoapparate etc.) sowie
- Messgeräte für andere Daten (Drehzahlmesser, Stückzähler, Waagen, Dynamometer etc.) unterschieden.

## Systeme im Einzelnen

### Datenermittlung mit der Stoppuhr
Bei der Datenermittlung mit der Stoppuhr werden die erfassten Zeiten manuell auf einem Zeitaufnahmebogen notiert. Zum Einsatz gelangen spezielle Varianten mit einer Teilung in hundertstel Minuten (HM). Die aufgenommenen Daten werden im Anschluss typischerweise in Tabellenkalkulationen oder spezielle Programme übertragen und dort ausgewertet. Diese manuelle Datenübertragung ist zeitaufwändig und fehleranfällig.
Digitale Stoppuhren bieten gegenüber mechanischen Uhren den Vorteil, dass sie sowohl die Einzelzeit eines gemessenen Ablaufabschnittes als auch die Gesamtzeit, die seit dem Uhrstart vergangen ist, die Fortschrittszeit anzeigen können.
Wichtige Hersteller sind Hanhart und Meylan.

### Datenermittlung mit digitalen Datenerfassungssystemen

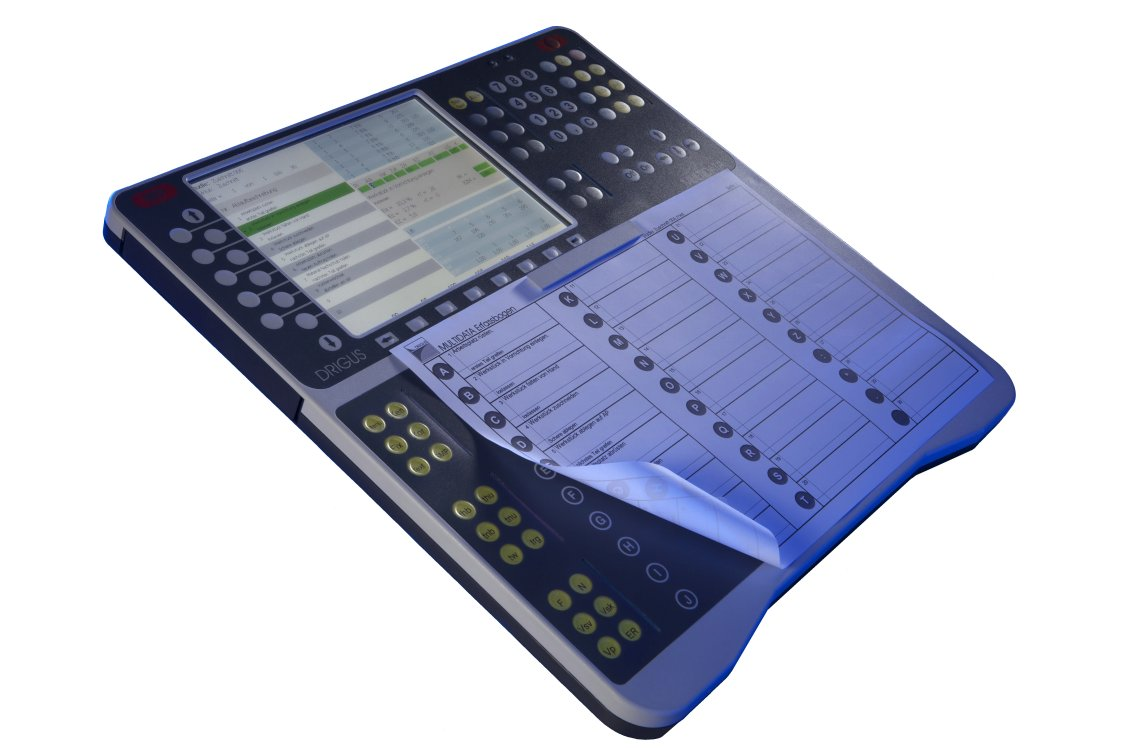
DRIGUS MULTIDATA 6

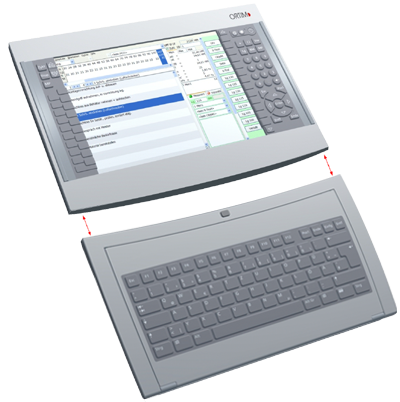
ORTIM a5 (dmc-ortim)

Mit der Entwicklung der modernen Computertechnik sind auch digitale Datenerfassungssysteme entstanden. Diese Systeme funktionieren prinzipiell so, dass die Zeitstudien auf einem PC vorbereitet werden und die vorbereitete Dateien anschließend auf das Datenerfassungsgerät übertragen werden. Die Zeitaufnahme erfolgt mit dem speziellen Gerät, das wie eine Stoppuhr funktioniert. Der Vorteil dieser Geräte besteht darin, dass neben den Zeitdaten auch alle Abläufe sofort textlich erfasst werden können und sie je nach Bauart auch bereits auswerten. Zurück auf den Computer gespielt können sie mit speziellen Programmen weiter ausgewertet werden.
Revisionssicherheit spielt dabei eine Rolle. Wie bei einer konventionellen Zeitaufnahmen der Originalbogen ein Dokument ist, gilt analoges für die aufgezeichnete Ursprungsdatei, die gegen Veränderungen abzusichern ist.
Die Geräte erleichtern nicht nur die Tätigkeit bei der Aufnahme, sondern übernehmen auch die manuelle Übertragung der Daten aus der Zeitaufnahme in die Auswertung, was eine erhebliche Zeitersparnis darstellt und die Fehlerquote deutlich verringert.
Die Geräte sind zumeist für eine beidhändige Arbeitsweise ausgelegt. Es gibt aber auch einfache Varianten für eine Einhandbedienung. Diese haben meistens keine (mitlaufenden) Auswertefunktionen.
Wesentliche Hersteller sind: dmc-ortim, REFA, DRIGUS, Meylan, Mitterhauser.

### Software, die auf transportablen Computern eingesetzt werden kann
Software, die auf transportablen Computern wie Laptops, Tablet-PCs oder Subnotebooks eingesetzt werden kann, ist die effizienteste Methode der Durchführung von Zeitaufnahmen. Die Datenermittlung wird direkt im Laptop vorbereitet und kann später hier auch ausgewertet werden. Damit ist die Zeitaufnahme unabhängig von spezieller Hardware. Die Zeiten können mit der integrierten elektronischen Stoppuhr gemessen werden. Für die Revisionssicherheit sind bei diesen Systemen aufgrund der offenen Hardware besondere Maßnahmen erforderlich.
Wesentliche Hersteller sind: dmc-ortim, REFA, DRIGUS, Mitterhauser, OP&S, Luz Consulteam: PROCESS TM, TimeStudy.

### Bildspeichergeräte
Durch die Aufzeichnung eines Ablaufs mit einem Bildspeichergerät werden Aufnahme und Auswertung, insbesondere die Leistungsgradbeurteilung voneinander getrennt. Der gespeicherte Ablauf lässt sich an einem Computer auswerten, wobei die einzelnen Ablaufabschnitte auch erst nachträglich gekennzeichnet und Zeiten zugeordnet werden können.
Der Einsatz von Bildspeichergeräten erfordert besondere Vorkehrungen:
- Bei elektronischen Kameras muss ein Original der Aufnahme archiviert und in geeigneter Weise gegen einen unbefugten Zugriff gesichert werden.
- Die Persönlichkeitsrechte der im Bild gespeicherten Personen sind zu achten. Missbrauch der Bilder muss ausgeschlossen sein.
- Nicht mehr benötigte Aufzeichnungen sind zu vernichten.

Vor dem Hintergrund dieser Vorkehrungen hatten die Tarifparteien lange ihre Zustimmung zum Einsatz von Videokameras zur Zeitaufnahme verweigert.

## Zeitaufnahmegeräte, Entgelt-Rahmentarifvertrag und Betriebsverfassungsgesetz
Im jeweiligen regionalen Entgelt-Rahmentarifvertrag der Metall- und Elektroindustrieindustrie ist geregelt, dass im Zeitentgelt keine Leistungsdaten (z. B. Vorgabezeiten) vorgegeben werden dürfen – mit Ausnahme allgemeiner Arbeitsvorschriften. Dagegen ist es im Rahmen der tariflichen Regelungen im Leistungsentgelt zulässig, Leistungsdaten (z. B. Vorgabezeiten) vorzugeben. Hierbei besteht ein Mitbestimmungsrecht des Betriebsrates nach § 87 Abs. 1 Ziff. 11 des Betriebsverfassungsgesetzes. Die detaillierten Regelungen in den Entgelt-Rahmentarifverträgen sind zu beachten. Zusätzlich sind beim Einsatz von digitalen Datenerfassungssystemen die Mitbestimmungsrechte des Betriebsrates nach § 87 Abs. Ziff.6 des Betriebsverfassungsgesetzes zu beachten.